# Monte Cece
Il monte Cece (759 m è una cima dell'Appennino tosco-romagnolo.

## Descrizione
Si tratta del terzo monte più alto della provincia di Ravenna, dopo il monte Macchia dei Cani (968 m) e il monte Castellaccio (834 m); esso è interamente compreso nel territorio comunale di Casola Valsenio.
Il monte Cece è la più importante cima di un marcato crinale montuoso che funge da spartiacque tra le valli del fiume Senio (a ovest) e del torrente Sintria (a est), il suo principale affluente. Esso è composto dalle seguenti vette (da sud verso nord):
- monte Cece (759 m);
- poggio Celletta (602 m);
- monte della Vecchia (658 m);
- monte Castellaro (528 m);
- monte Faggeto (536 m);
- monte Albano (403 m).

Da questo crinale, che è più addossato alla valle del Sintria, si staccano alcune protuberanze montuose verso la valle del Senio. Da esse nascono anche numerosi rii affluenti dei due suddetti corsi d'acqua.

## Storia
Sulla vetta del monte, nel 2004, in occasione del 60º anniversario dei combattimenti tra reparti Alleati e tedeschi nella Seconda guerra mondiale, che si svolsero nel settembre/ottobre 1944 contemporaneamente ai combattimenti di monte Battaglia, il Comune di Casola Valsenio ha collocato una targa in bronzo che ricorda i caduti e i combattenti della 1ª Divisione britannica (Duke of Wellington's Regiment).